# Queso Afuega'l pitu
El queso Afuega'l pitu es un tipo de queso con certificación de denominación de origen protegida que se elabora en el Principado de Asturias, España. De los más extendidos de Asturias, se elaboraba en las pequeñas granjas, llamadas caserías, diseminadas por los valles centrales asturianos y las laderas de las montañas entre los ríos Narcea y Sella. La producción actual se concentra principalmente en concejos como  Salas, Grado, Pravia, y Tineo; siendo el mayor productor el concejo de Grado. Otros municipios incluidos en la zona geográfica de la denominación de origen protegida son: Belmonte de Miranda, Candamo, Cudillero, Las Regueras, Morcín, Muros del Nalón, Riosa, Santo Adriano, Soto del Barco, Tineo, y Valdés; aunque no tengan queserías en la actualidad.
Se trata de una región con clima oceánico, caracterizado por las precipitaciones abundantes, persistentes y suaves, durante todo el año, radiación solar moderada y alta nubosidad. Esta climatología favorece el desarrollo rápido de las especies pratenses de excelente calidad presentes en los abundantes prados naturales y pastos existentes en la zona, lo que permite, además de recursos alimenticios basados en forrajes frescos, durante todo el año, un acopio para los días en que las condiciones climatológicas resultan adversas. Los animales pueden permanecer al aire libre, prácticamente durante todo el año. Es una zona con fuertes pendientes localizadas dentro de la corta distancia existente entre el litoral con cotas muy bajas, y la divisoria de aguas en cotas de gran altitud. Esto propicia que la ganadería sea más adecuada que la agricultura como actividad de explotación de la tierra.

## Historia
Está considerado como uno de los quesos más antiguos de Asturias. Aparece documentado desde el siglo XVIII como moneda de pago de impuestos, aunque hasta el siglo XIX, nombrándolo como quesu de puñu o queso de Afuega'l Pitu.[cita requerida] Félix Aramburu y Zuloaga lo califica a finales de la misma centuria como el «primitivo queso de puñu o de afuega el pitu que es corriente en casi todos los concejos de Asturias». En fechas aproximadas la obra Asturias de Octavio Bellmunt y Fermín Canella vuelve a insistir sobre la extensión de estos quesos, nombrándolos como «los corrientes en todas partes llamados de afuega el pitu o con otros nombres».
Su origen etimológico es incierto. Afuega'l pitu es un nombre en asturiano que traducido al castellano significa «ahogar el pollo», aunque lo más probable es que signifique «ahogar la garganta», dado que la palabra «pitu» tiene dos acepciones diferentes: Por un lado, un pitu es un pollo, y por último el pitu es también la garganta o concretamente la laringe. El sentido que se ha dado a la expresión es diversa. Hay quien entiende que se alude con ello al estrangulamiento del cuello de la bolsa donde desuera (fardela). La leyenda más extendida en internet dice que el nombre se refiere a que antiguamente se daba el queso a los pollos y cuando éste estaba curado, los pollos se ahogaban. Sin duda, se trata de una pura leyenda que desconoce la realidad social del agro asturiano hasta la entrada de España en la CEE en 1986, caracterizado por pequeñísimas explotaciones campesinas (con muy pocas vacas, a lo sumo dos o tres), con muy pocos recursos económicos en las que ni el queso se podía desperdiciar dándoselo a los pollos, ni estos se mataban de esa manera para comérselos.
La realidad es más sencilla y más utilitaria. El nombre, lo más probable es que se deba a que muchos de los elaboradores (este queso se hacía con el excedente temporal de leche que se producía en esas caserías; el ternero se vendía al poco de nacer para poder obtener recursos económicos con los que hacer frente a las necesidades de compra de la casa y de la explotación, la leche se consumía fresca, se hacía manteca o se convertía en queso afuega'l pitu) dado que se trata de un queso de cuajada láctica, la grasa tiende a quedar separada de la cuajada y por encima de ésta, y esa grasa era retirada y se convertía en mantequilla que se bajaba semanalmente a los mercados de las villas a vender, ya que no se conservaba fresca, y era uno de los ingresos habituales de estas caserías. Los quesos, en unas zonas (la más cercana a los valles mineros de las cuencas del Caudal y el Nalón, al oriente de la sierra del Aramo) se dejaban secar en paños colgados y eran quesos de «trapu»; mientras que en los valles al occidente de la sierra del Aramo la cuajada se debaja desuerar en moldes de barro, con forma de pequeños calderos o vasijas troncocónicas, con muchos agujeros, que realizan los alfareros de Miranda, Llamas del Mouro o Faro, y una vez que la cuajada ya había perdido la mayoría del agua, o bien se comían frescos con frutas o dulces de manzana, o bien se dejaban secar en la parte que daba al norte en los hórreos, donde permanecían hasta su consumo. Los «afuega'l pitu» a los que se les quitaba la mantequilla (que era la inmensa mayoría por dos razones: económica, la mantequilla se convertía rápidamente en un ingreso; y por problemas tecnológicos, las mujeres que eran las que hacían el queso no tenían conocimientos de tecnología quesera) cuando maduraban eran mucho más secos y pastosos, por lo que al tragarlos, la pasta tiende a pegarse en el fondo del paladar-comienzo de la laringe-la garganta, de ahí que "afogase el pitu" y que su consumo estuviese siempre asociado al de la sidra, especialmente en las espichas con las que se degustaban las primeras sidras del año hacia la primavera, es decir, cuando los quesos elaborados con los excedentes de leche del final del otoño y comienzos del inverno, ya estaban bien maduros.
En cuanto a la existencia de los afuega'l pitu rojos, más tradicionales de los valles mineros de la comarca del Caudal, pegados a la sierra del Aramo, se ha extendido también la falsa leyenda de que se trata de unos quesos que probablemente iban a salir mal y las elaboradoras le añadían pimentón para hacerlos pasable. Nada más lejos de la realidad, esta leyenda supone atribuirles a las elaboradoras del queso un conocimiento tecnológico que no poseían para saber cuándo iba a salirles bien o mal el queso, cosa que aún hasta hoy en día la mayoría de los queseros artesanos aún desconocen.
Otra de las razones que se han utilizado para justificar este hecho es que el pimentón es un excelente conservante y que esa la razón. Hay dos dudas razonables para aceptar esta versión, y es que el «afuega'l pitu rojo» sólo se elaboraba antiguamente en los valles mineros, no en la zona occidental y costera de la sierra del Aramo; por otro lado, en el resto de los casos que hay por el mundo de quesos en los que el pimentón se usa para conservarlos, el pimentón sólo se utiliza en la corteza para evitar que se seque el queso, en ningún caso se añade a la cuajada y se amasa.
Nadie sabe exactamente cuál fue la causa o la razón de este extraño y curioso queso rojo, aunque lo más probable es que se deba a un hecho completamente fortuito, ya que el queso «afuega'l pitu» se elaboraba en las mismas estancias y en las mismas mesas en las que se elaboraban en época de matanza del cerdo los embutidos (chorizos y morcillas de las famosas fabadas y potajes asturianos). Probablemente y de forma casual una parte de la cuajada se manchó con pimentón, y como el queso era muy valioso y no se podía desperdiciar por este hecho, continuó su proceso de elaboración; como el resultado no fue desagradable sino todo lo contrario, sin duda, lo que fue al principio una casualidad se fue haciendo de manera deliberada, dado que en los quesos menos maduros, el pimentón esconde la fuerte acidez de los «afuega'l pitu» más tiernos.
Cuál es la razón del éxito de este queso en los valles mineros de la sierra del Aramo, especialmente en la zona de Morcín, nadie lo sabe, pero seguramente algo tendrá que ver con la dureza de los trabajos en las profundidades de las minas de carbón, ya que éste era un queso muy apreciado por los mineros dado que su sabor picante era un aliciente para consumir vino, que en el pasado no era solamente una bebida alcohólica socialmente aceptada, sino que era una bebida energética, cuyo consumo era alentado para soportar algunos de los más duros trabajos, como el de la minería subterránea de carbón de esta parte de Asturias.

## Certámenes y Salones Gastronómicas
- Certamen del queso de Afuega'l Pitu, Morcín

Desde 1981, se viene celebrando en el municipio de Morcín (La Foz) el certamen del queso de Afuega'l Pitu, al que acuden todos los elaboradores de la zona. Es organizado por la Hermandad de la Probe.
- Salón Gastronómica de Afuega'l Pitu, Grado

Desde 2007 se celebra en Grado la Salón Gastronómica de Afuega'l Pitu, destacando este queso como ingrediente de referencia para la alta cocina y promocionando su uso en platos elaborados, en contraste de su consumo tradicional como queso de mesa.
La edición de 2007 incluía la publicación de un libro de 30 recetas elaborado por cocineros de gran prestigio de toda Asturias y uno de Madrid, destacando entre ellos restaurantes como Casa Conrado, Restaurante Paladares, y Pedro y Marcos Moran de Casa Gerardo.
La edición de 2008 seguía la promoción de Afuega'l Pitu en la alta cocina con una degustación abierta al público de recetas de pinchos "gourmets" de Afuega'l Pitu elaboradas por Pedro y Marcos Morán, de Casa Gerardo.
A partir de 2009 no se ha realizado este Salón Gastronómica, pasando al Concurso de Pinchos con Queso de Afuega´l pitu en colaboración con los establecimientos de hostelería de la villa y alrededores.
- Concurso de Pinchos con Queso de Afuega´l pitu, Grado

Celebrado desde el año 2009 en colaboración con los establecimientos de hostelería de la villa y alrededores.

## Estatus
En el año 2002, el Gobierno del Principado de Asturias impulsó a los elaboradores a solicitar ante la Unión Europea su inscripción en el registro comunitario de las denominaciones de origen protegidas y, en tanto se decidía por la Comisión Europea, quedó transitoriamente protegida por el Reglamento de la Denominación de Origen protegida «Afuega'l Pitu» aprobado por Resolución de 6 de agosto de 2003, de la Consejería de Medio Rural y Pesca del Principado de Asturias, ratificado por el Ministerio de Agricultura, Pesca y Alimentación de España por Orden APA/1983/2004, de 7 de junio. La solicitud ha sido publicada en el DOCE del 10.11.2007, abriéndose así un periodo de seis meses durante los cuales se pueden formular declaraciones de oposición.
En el DOUE L198 de 26 de julio de 2008, se ha publicado su protección como DOP.
Habiendo pasado ya ese periodo de oposición, el «afuega'l pitu» ya cuenta con la protección de DOP completamente en vigor.

## Elaboración
La leche utilizada para la elaboración de los quesos protegidos es la obtenida de vacas de la raza frisona y asturiana de los valles y sus cruces. Antiguamente la leche era cruda, aunque desde que la Administración requirió a los elaboradores artesanales a principios de la década de los años 80 del siglo XX a que obtuviesen el registro sanitario de sus producciones e instalaciones, y dado el problema de falta de saneamiento de la cabaña ganadera asturiana, se impuso la pasteurización de la leche para elaborar el «afuega'l pitu». Actualmente, la mejora en la calidad y las garantía de la sanidad de la leche, la modernización de las instalaciones queseras, y la incorporación de jóvenes queseros con una formación específica en tecnología agroalimentaria ha permitido recuperar los «afuega'l pitu» de leche cruda, como el caso de los que se comercializan bajo la marca de «Rey Silo», con la potencia de sabor, aromas y texturas que tenían estos quesos antiguamente y que en nada se parecían los que se venían comercializando hasta ahora. La alimentación del ganado responde a las prácticas tradicionales, basadas en el aprovechamiento de las praderas mediante pastoreo de los rebaños lecheros durante todo el año y suplementada con hierba fresca, heno y ensilado obtenidos en las propias explotaciones.
Se elabora a lo largo de todo el año. Este queso se hace a partir de la leche de vaca y calentada entre 22 y 32 °C, a la que se le añade cuajo líquido para que coagule, y en los casos que se requiera, de fermentos lácticos si la leche es pasteurizada.
Pasadas entre 15 y 20 horas, la cuajada se vierte en un molde perforado para que desuere durante unas 12-24 horas. Se salan, bien espolvoreando la misma sobre la cuajada cuando esta está en los moldes, o bien se sala posteriormente por frotamiento cuando se desmoldan. Se dejan reposar en unas bandejas perforadas, para el secado inicial, para pasar después a la cámara de maduración. Para los quesos «afuega'l pitu rojo» que se elaboren con la adición de pimentón, la cuajada se desmolda, se añade el pimentón, se amasan a mano o con máquina, se vuelven a verter en el molde con gasa o sin ella, y cuando acaba el proceso de desuerado, se desmoldan y se salan por frotamiento, si no ha sido añadida la sal al mismo tiempo que el pimentón.
En el caso de los de la variedad «afuega'l pitu de trapu», durante el amasado se añadirá sal y podrá ser adicionado pimentón, en una proporción aproximada del 1 %, en cuyo caso dará lugar a la variedad «trapu roxu». Posteriormente la pasta amasada con o sin pimentón, se depositará en gasas (la tradicional fardela), donde se dejará desuerando otras veinticuatro horas. Según el grado de maduración, yendo del queso fresco al madurado, la permanencia en cámaras oscilará entre cinco días y seis meses.

## Características

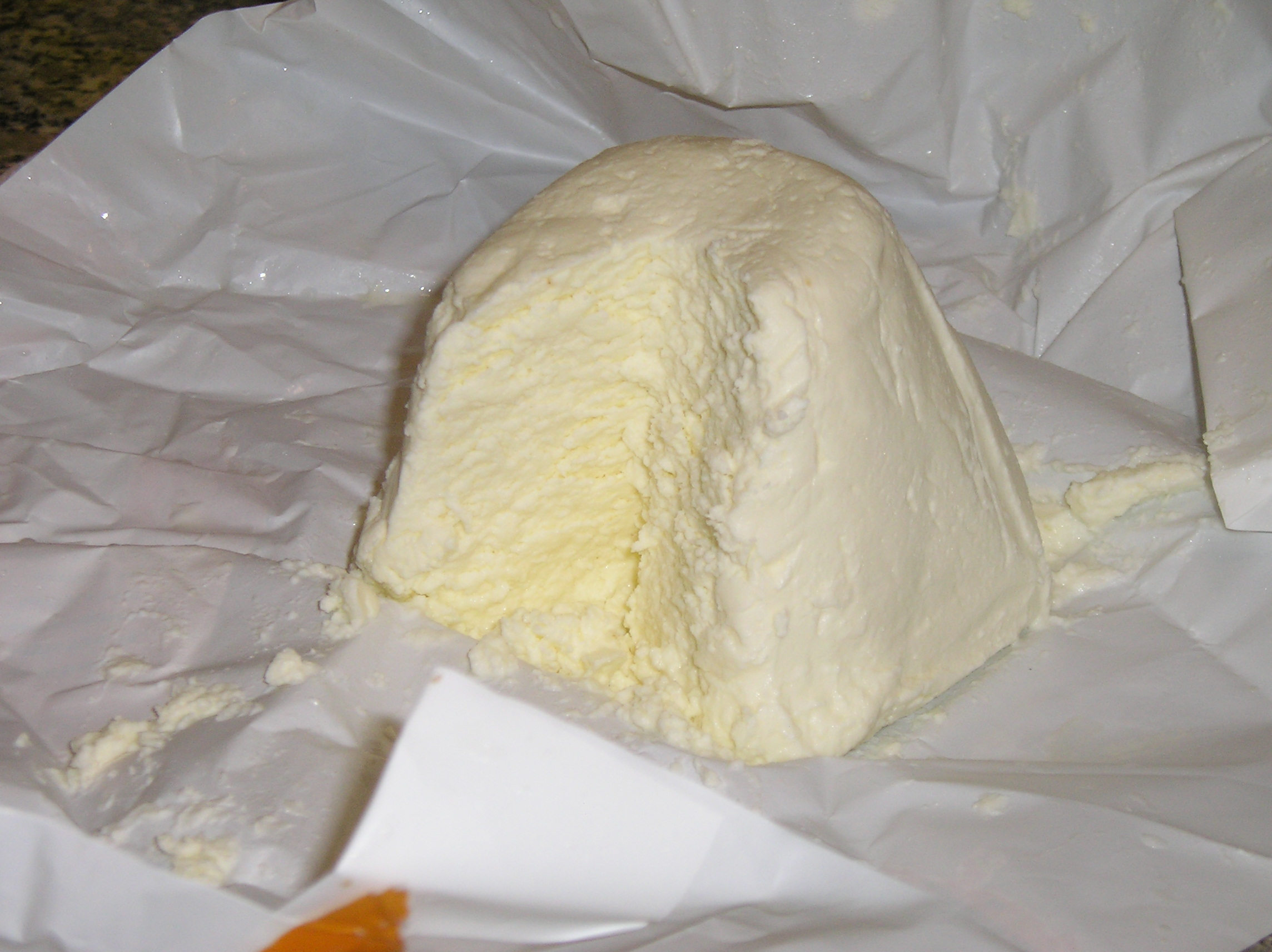
Queso de Afuega'l pitu fresco elaborado a partir de leche pasteurizada de vaca.

Presentará un contenido mínimo en materia seca del 30 %, así como un contenido mínimo sobre extracto seco de grasa y proteína de 45 % y 35 % respectivamente. Es un queso graso que puede ser fresco o madurado, elaborado con leche entera cruda o desnatada pasterizada de vaca, de pasta blanda obtenida por coagulación láctica, de color blanco o bien anaranjado rojizo si se le añade pimentón.
Este queso tiene forma troncocónica o de calabacín, con un peso entre 200 y 600 gramos, dependiendo el grado de maduración, una altura entre 5 y 12 cm aproximadamente, un diámetro entre 8 y 14 cm medido en la base, y una corteza natural de consistencia variable dependiendo del grado de maduración del queso y de la adición de pimentón. En el caso de los «afuega'l pitu» de leche cruda y madurados más de 30 días, la corteza se caracteriza por la aparición del moho «geotricum candida» que procede de la propia leche, este moho denominado popularmente como «piel de sapo» es el que inicia el proceso de afinado en las cámaras o bodegas de maduración. La consistencia de la pasta es más o menos blanda, perdiendo esta cualidad, a medida que su maduración es más notoria.
En los «afuega'l pitu» de menos de 30 días de maduración y leche pasteurizada, presentan sabor ligeramente ácido, poco o nada salado, cremoso y bastante seco, acentuándose este sabor en fuerte y picante en los quesos rojos. Desprende aroma suave, aumentando con la maduración.
En los «afuega'l pitu» curados y de leche cruda, presentan un aroma a vaca, champiñón y bosque; en cuanto a su sabor es cremoso y seco, con un intenso gusto a lácteos frescos, con toques de avellanas tostadas, flores silvestres y mantequillas, sin ningún tipo de acidez. En los «afuega'l pitu rojo» la adición de pimentón, en el caso de que éstis sean de excelente calidad, acentúan su sabor ligeramente picante, sin que el pimentón esconda y supere al resto de sabores de este queso.

## Variedades
Hay cuatro menciones tradicionales, pero con características finales similares:
- atroncau blancu: forma troncocónica, sin amasar y color blanco, pues no lleva pimentón;
- atroncau roxu: forma troncocónica, amasado y color rojo-anaranjado, que lleva pimentón;
- trapu blancu: forma de calabacín, amasado y color blanco, no lleva pimentón;
- trapu roxu: forma de calabacín, amasado y color rojo-anaranjado, lleva pimentón.

- Según el estado de curación, pueden encontrarse:
  - Curados
  - Semicurados
  - Tiernos

## Productores
El queso certificado de Afuega’l Pitu se ofrece al consumidor en piezas de entre 300 y 500 g, dependiendo de su estado de maduración, y siempre con la contraetiqueta del Consejo Regulador que certifica su origen y calidad.
Los productores de Queso Afuega'l Pitu con su fecha de fundación son:
| Salas | Grado | Pravia                                                                                            | Tineo                                                               | Valdés                                              | Morcín                                             |
| --- | --- | ------------------------------------------------------------------------------------------------- | ------------------------------------------------------------------- | --------------------------------------------------- | -------------------------------------------------- |
| - Quesería El Viso (2005) Marcas: "El Viso" y "Don Juan" - Quesería Artesanal Agrovaldés (2006) Marca: "Rebollin" (Originariamente del Concejo de Valdés) - Quesería La Arquera (2006) | - Quesería Artesana Ca' Sanchu (1975) - Quesería La Borbolla (1978) - Quesería Temia (1985) Marcas: "Temia" y "Don Gonzalo" | - Quesería La Peñona (1984) - Quesería Artesanal de Pravia (2010) Marca: "Afuega'l Pitu Rey Silo" | - Industrias Lácteas del Principado (2005) Marca: "Tierra de Tineo" | Sin Queserías                                       | Sin Queserías                                      |
| | |                                                                                                   |                                                                     | Cerrado                                             |                                                    |
| Quesería Valle del Narcea (1983-2021) | |                                                                                                   |                                                                     | Quesería Artesanal Agrovaldés ha trasladada a Salas | Quesería Artesana La Figar (2003-2011, 2014 -2019) |

## Premios Internacionales y Nacionales
- 2012, Medalla de Plata[Note 1] en los WORLD CHEESE AWARDS, por un queso DOP de la quesería Rey Silo[11][12]
- 2011, Medalla de Bronce[Note 1] en los WORLD CHEESE AWARDS, por un queso DOP de la quesería Rey Silo[11][13]